# Gunung Male (berg i Indonesien, lat 5,06, long 96,41)
Gunung Male är ett berg i Indonesien.   Det ligger i provinsen Aceh, i den västra delen av landet, 1 700 km nordväst om huvudstaden Jakarta. Toppen på Gunung Male är 1 337 meter över havet.
Terrängen runt Gunung Male är huvudsakligen kuperad, men västerut är den bergig.Runt Gunung Male är det ganska tätbefolkat, med 60 invånare per kvadratkilometer. I omgivningarna runt Gunung Male växer i huvudsak städsegrön lövskog.